# Brachygalea
Brachygalea is een geslacht van vlinders van de familie Uilen (Noctuidae), uit de onderfamilie Cuculliinae.

## Soorten
- B. albida Hampson, 1918
- B. albolineata (Blachier, 1905)
- B. cauquenensis Butler, 1882
- B. exacta Köhler, 1952
- B. grisea Köhler, 1952
- B. kalchbergi Staudinger, 1897
- B. lavata Köhler, 1952
- B. mononacula Köhler, 1952
- B. multilinea Köhler, 1952
- B. nigrothorax Köhler, 1952
- B. nigrovenata Köhler, 1952
- B. obscura Köhler, 1952
- B. patagonica Berg, 1875
- B. tripunctata Köhler, 1952
- B. varians Köhler, 1952